# Back to Gaya
Back to Gaya ist der erste aus Deutschland stammende komplett computeranimierte Kinofilm.
Regisseure sind Holger Tappe und Lenard Krawinkel. Produziert wurde der Film vom niedersächsischen Studio Ambient Entertainment, das auch die Neuverfilmung von  Urmel aus dem Eis (2006), dessen Fortsetzung Urmel voll in Fahrt (2008) sowie die Kästner-Verfilmung Konferenz der Tiere (2010) realisierte. Der Film wurde in wesentlichen Teilen mit der Software Maya erstellt und kam am 18. März 2004 in die deutschen Kinos.
Das Lied zum Film heißt „Hooray“ und ist von Frameless, einer deutschen Rock-Pop-Band.

## Handlung
Das Land Gaya ist der Handlungsort einer Trickfilmserie im Fernsehen. Die Haupthelden sind Zino, der Nationalheld von Gaya, der zwar viel Mut besitzt, sich jedoch öfter mal ungeschickt anstellt und auch nicht gerade der Hellste ist, und sein Freund Buu, ein genialer (jedoch etwas ängstlicher) Erfinder, der Zino den Weg zum Erfolg freimacht und dabei ungewollt fast immer ganz im Hintergrund bleibt. Diese beiden, Prinzessin Alanta, die Tochter des Bürgermeisters, und drei Schnurks, eine Familie fieser Gayaner, namens Brampf (der gerne viel isst und ebenfalls nicht oft nachdenkt, sondern einfach tut, was man ihm sagt) und Zeck, der nicht ganz mit der Rolle des Bösen zurechtkommt, sich am Anfang des Films in Alanta verliebt und ihr im weiteren Verlauf der Geschichte immer wieder zur Seite steht, unter dem Anführer Galger (der hauptsächlich für die Pläne der Gruppe verantwortlich ist), werden durch einen unglücklichen Zufall von einem bösen Forscher namens Prof. N. Icely mit seiner selbstgebauten Maschine, die er Proton-Plasma-Transporter nennt, in die reale Welt der Menschen verfrachtet. Er ist nur an dem Edelstein, Dalamit genannt, interessiert, der Gaya mit unendlicher Energie versorgt und den sich die Schnurks kurz vor der Reise in unsere Welt ergattern, um ihn zu retten, dadurch jedoch nur mittransportiert werden (genau wie die anderen drei Hauptfiguren Zino, Buu und Alanta). Die winzigen Gayaner müssen sich nun also, auf drei Gruppen aufgeteilt, in der Menschenwelt zurechtfinden, Gaya retten und wenn es klappt zusammen wieder zurück in ihre Heimat kommen. Dazu suchen sie ihren Schöpfer Albert Drollinger auf, der ihnen eventuell helfen kann, wieder nach Gaya zu kommen.